# ホロフェルネスの首を持つユディト (クラナッハ)
『ホロフェルネスの首を持つユディト』（ホロフェルネスのくびをもつユディト、独: Judith mit dem Haupt des Holofernes、英: Judith with the head of Holofernes）は、ドイツ・ルネサンス期の画家ルーカス・クラナッハ (父) が1530年ごろ、菩提樹板の上に油彩で制作した絵画である。『旧約聖書』外典の「ユディト記」(8-16) にあるユディトの物語を主題としている。17世紀初頭にウィーンの帝室コレクションに収められていた作品で、現在は美術史美術館に所蔵されている。なお、クラナッハは、本作ときわめてよく似た異作を数多く残した。

## 主題
「ユディト記」によれば、イスラエルの町べトゥリアにはユディトと呼ばれる若い未亡人がいた。当時、アッシリアの司令官ホロフェルネスは周辺国を征服し、べトゥリアを包囲した。彼は井戸を占拠し、住民の水源を抑えるという非道な戦術を取る。この時、ユディトは喪服を脱ぎ、侍女1人と敵の陣地に乗り込んでいった。彼女は、「ベトゥリアを見限ったので、私が町を案内しましょう」とホロフェルネスに嘘をつく。ホロフェルネスはユディトの美貌もあって嘘を信じ、彼女と酒を飲んで眠る。彼女は隠し持っていた刀で彼の首を切り落とすと、袋に入れてべトゥリアの町に凱旋した。翌日、司令官ホロフェルネスを失ったアッシリア軍は戦意を失い、逃げ去ったので、べトゥリアは守られた。

## 作品
本作では、ユディトが肖像画のように描かれている。こうした表現形式は、1520年代以降のクラナッハの絵画に典型的なものである。ドイツの画家たちが肖像画を描く際には、16世紀のヴェネツィア派が手本となることが多かった。しかし、本作は、ユディトに同時代の宮廷のモードを纏わせている点で特異なものとなっている。実際、このようなユディトの描き方は、同時代の肖像画に表わされた宮廷婦人の姿ととてもよく似ている。
中世の伝統では、ユディトの像は例外なしに「美徳」を表す。並外れて強力な力を持った司令官ホロフェルネスに勝利した彼女は、サタンを打ち負かす聖母マリアの予型ともなる。また、寓意的な視点から見れば、ユディトは「節制」の美徳と同一視され、「快楽」という悪徳を克服するものと見なされる。その一方で、ユディトの物語は、15-16世紀には「女のたくらみ」と呼ばれる表現としても知られるようになった。女性の魅惑的な力には気をつけよ、という警告を鑑賞者に向けて発する図像となったのである。
クラナッハが描いたユディトの作品群は、宗教改革を貫徹しようとした諸侯たちと、それを認めようとしなかった神聖ローマ皇帝カール5世との間で論争が交わされた時代の産物にほかならない。クラナッハと彼の工房は『ホロフェルネスの首を持つユディト』を多数制作したが、その時期は1530年ごろに集中している。当時、プロテスタント側のシュマルカルデン同盟が結成されたが、ユディトのイメージはプロテスタントの思想を象徴するものたりえた。
一方、この時代には、キリスト教諸国が恒常的に東方のオスマン・トルコの脅威にさらされていた。ゆえに、ユディトの英雄的描写は、信仰上で敵対するイスラム教のトルコと闘うキリスト教共同体を鼓舞するイメージともなりえたのである。

## ギャラリー

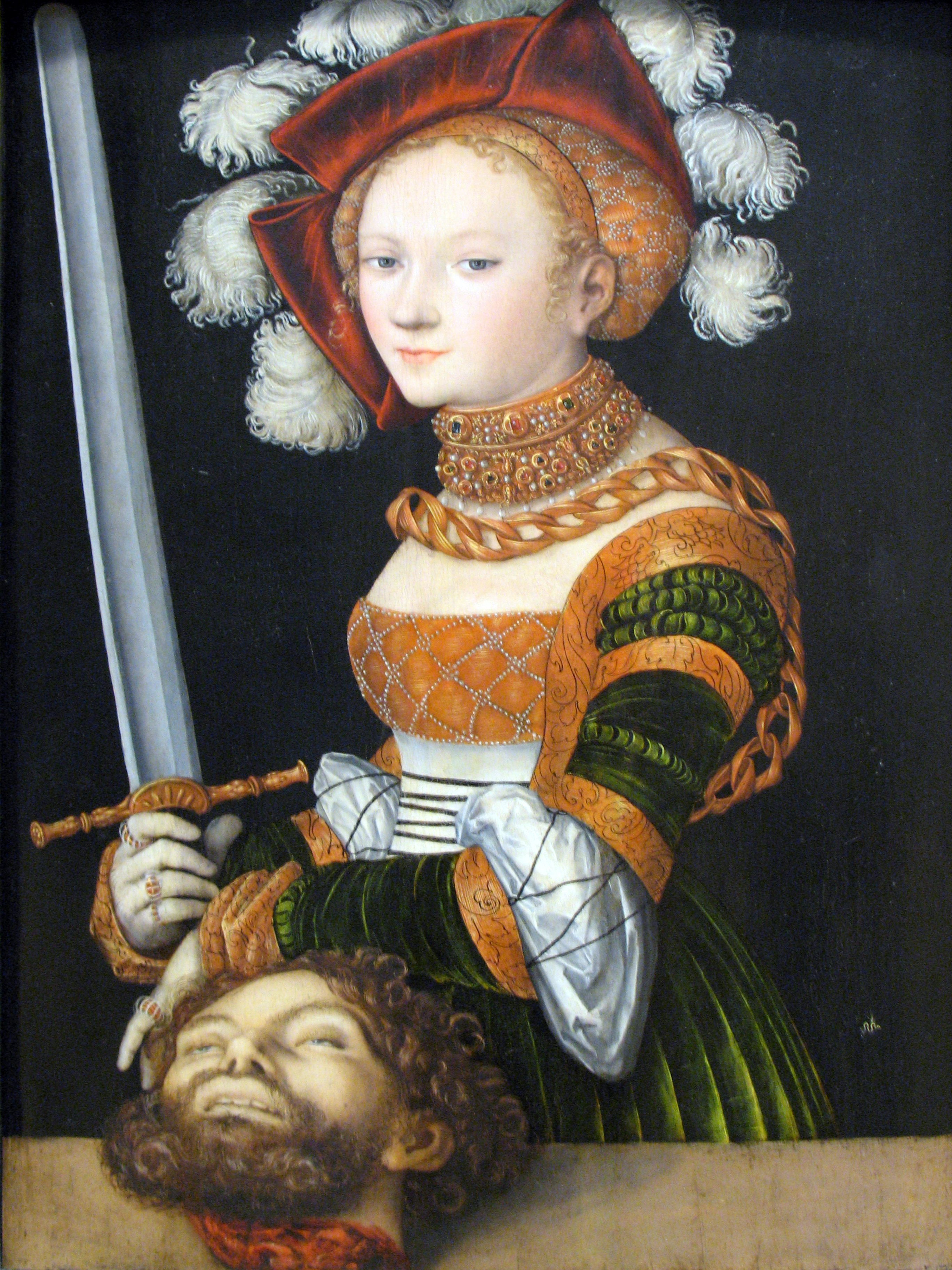
ルーカス・クラナッハ『ホロフェルネスの首を持つユディト』、(1530年ごろ)、メトロポリタン美術館
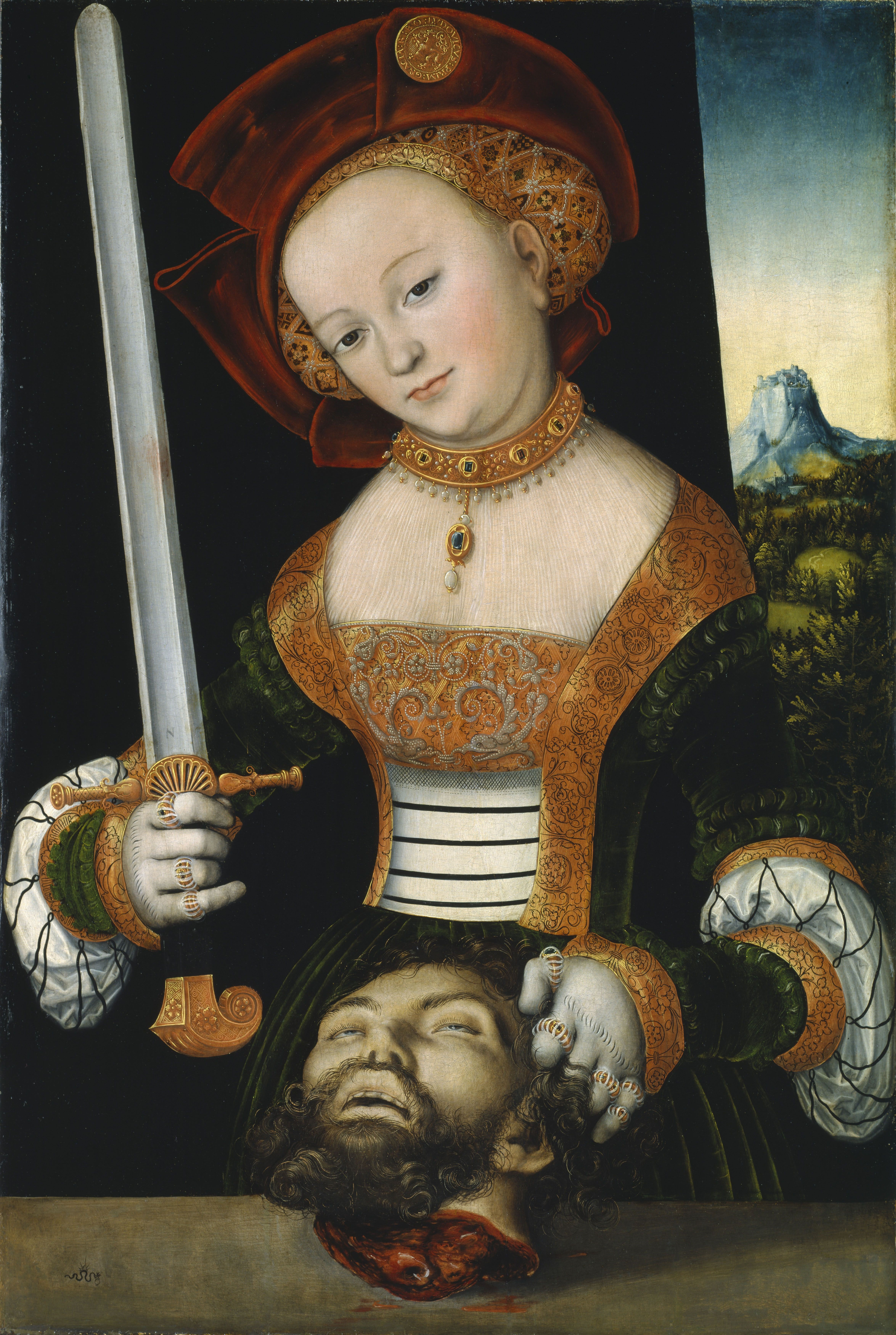
ルーカス・クラナッハ『ホロフェルネスの首を持つユディト』、(1530年ごろ)、カッセル絵画館（英語版）
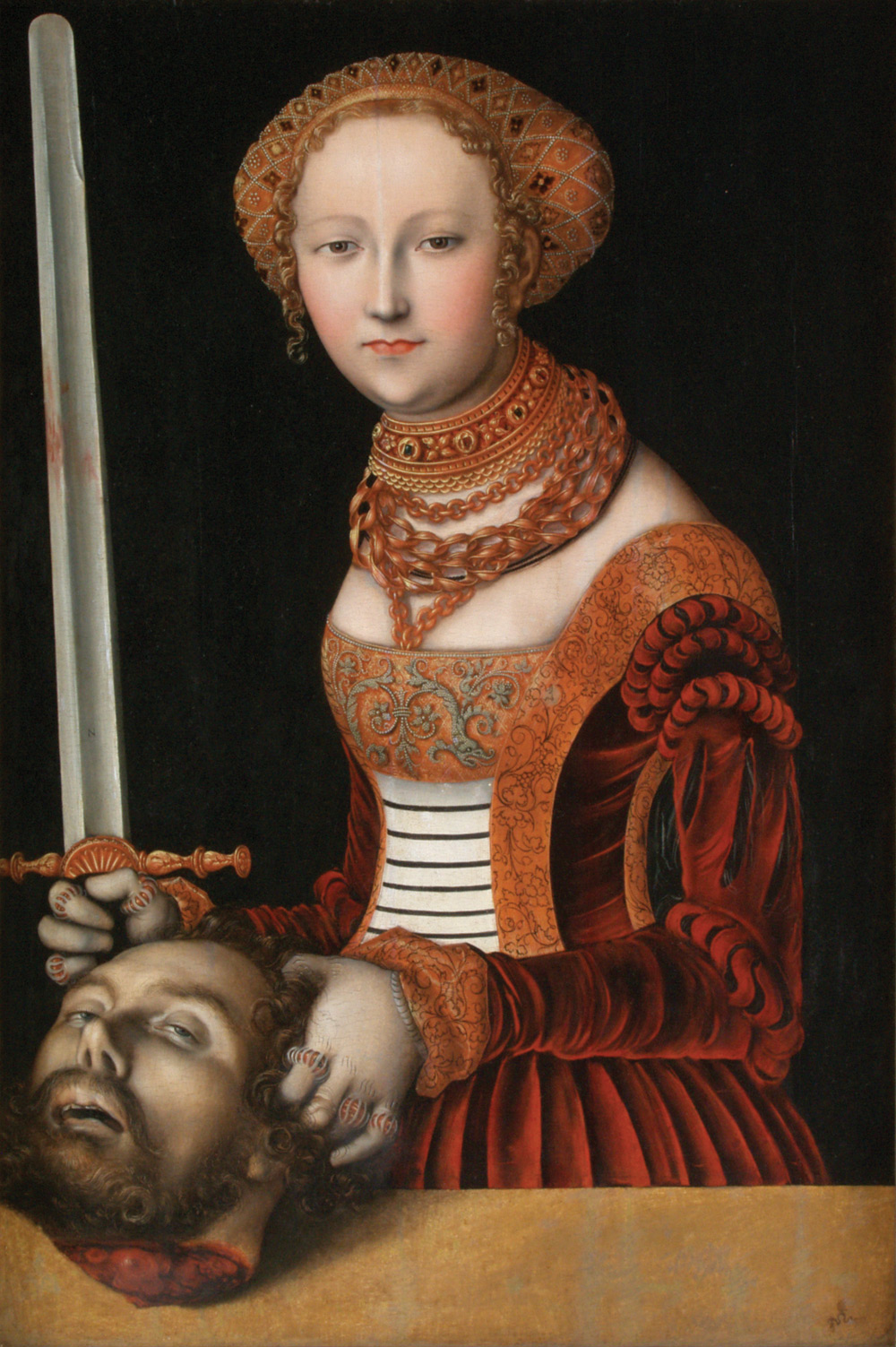
ルーカス・クラナッハ『ホロフェルネスの首を持つユディト』、(1520-1537年ごろ)、ポンセ美術館 (プエルトリコ)
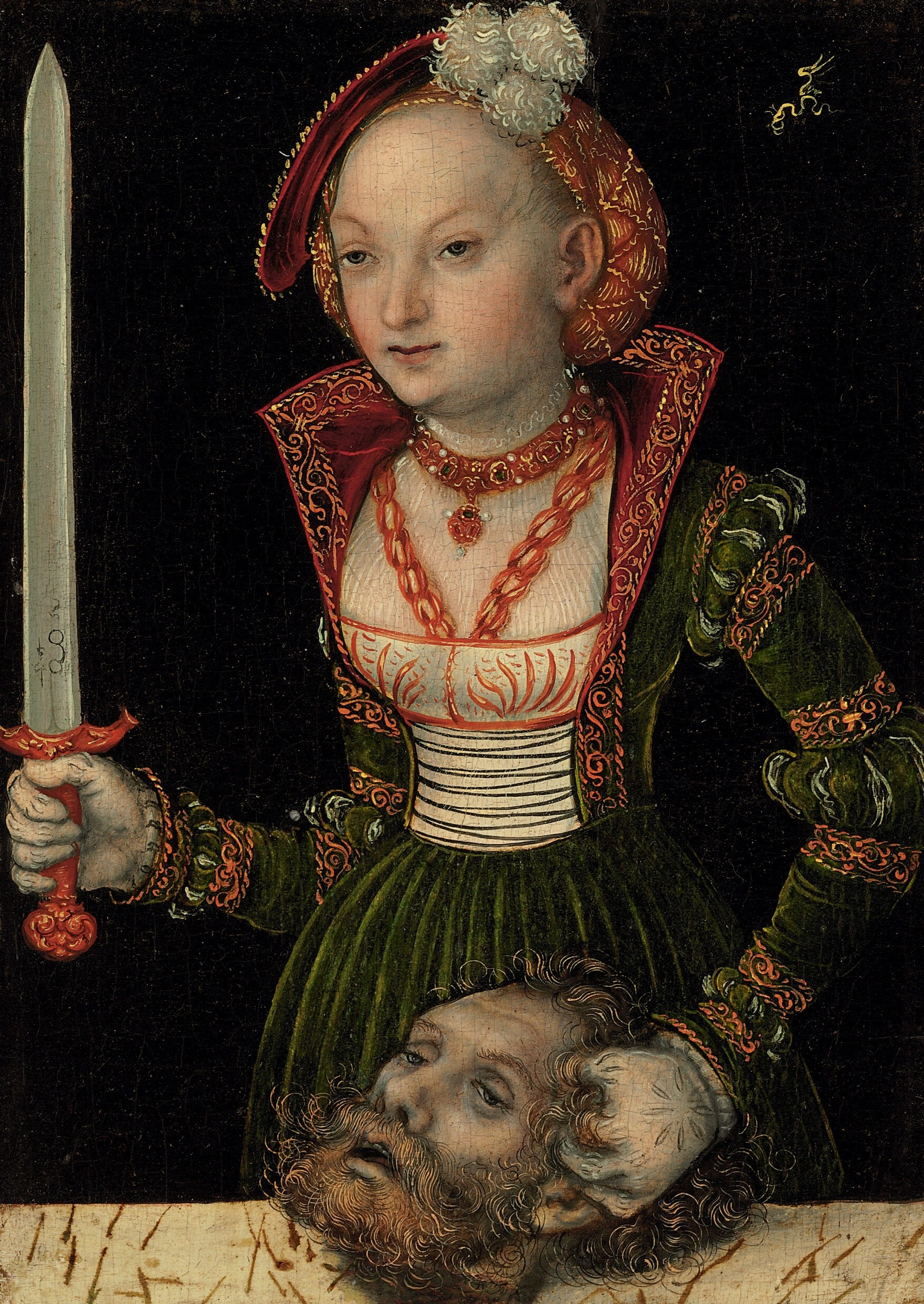
ルーカス・クラナッハ『ホロフェルネスの首を持つユディト』、(1545年ごろ)、バーゼル (個人蔵)